# Ольмес, Августа
Августа Ольме́с (фр. Augusta Holmès), урождённая Августа Мэри Энн Холмс (née Augusta Mary Anne Holmes, 16 декабря 1847, Париж — 28 января 1903, там же) — французский композитор ирландского происхождения. Натурализовалась во Франции в 1871 году и стала писать свою фамилию с французским диакритическим знаком. Ранние работы публиковала под псевдонимом Hermann Zenta.

## Биография и творчество
Августа Мэри Энн Холмс родилась в 1847 году в Париже. Её отец был ирландский офицер; мать имела смешанное шотландско-ирландское происхождение. Девочка выросла во Франции, в Версале, и рано проявила способности к музыке, поэзии и рисованию. В этом её поддерживал крёстный отец, поэт Альфред де Виньи (возможно, он также был её биологическим отцом). Мать Августы не одобряла её склонности к музыке, и лишь после её смерти одиннадцатилетняя Августа начала учиться музыке: игре на органе и композиции. Музыке её обучали местная пианистка м-ль Пейронне, органист Версальского собора Анри Ламбер и композитор Гиацинт Клозе.

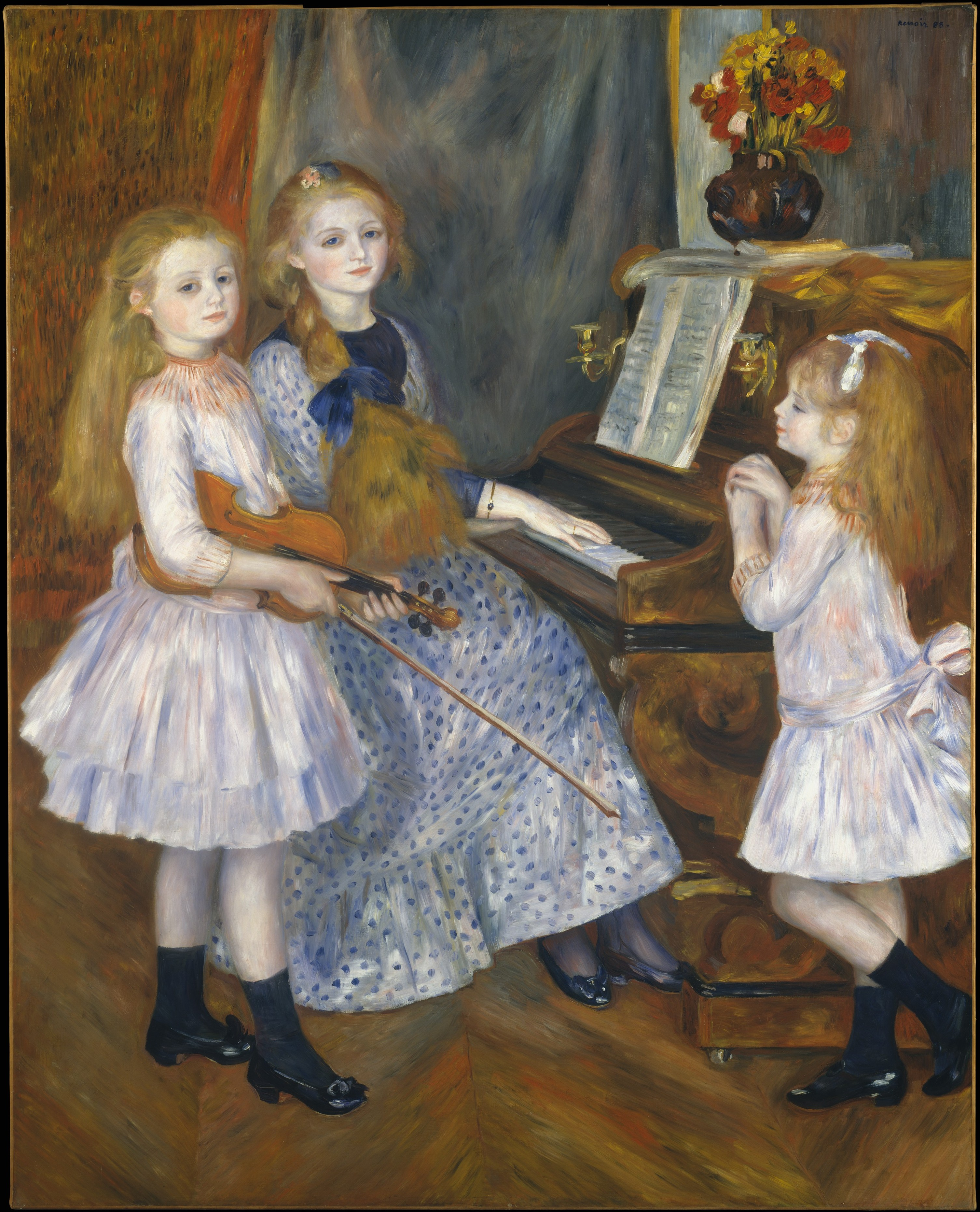
Огюст Ренуар. Дочери Катюля Мендеса. 1888

Августа была поклонницей Вагнера, ездила к нему в его дом на озере Люцерн и в своём творчестве (которое высоко ценил Ференц Лист) испытала его влияние. В 1870-х годах она также была близка к кругу Сезара Франка, и, возможно, какое-то время училась у него. Сен-Санс, критиковавший музыку Ольмес за избыточность оркестровки, ценил тем не менее красоту самой Августы и даже сделал ей предложение, но был отвергнут. Ольмес так и не вышла замуж, но состояла в отношениях с поэтом Катюлем Мендесом, от которого у неё было пятеро детей. В 1888 году Огюст Ренуар написал портрет дочерей Мендеса у рояля; картина демонстрировалась в Салоне 1890 года, но оставила равнодушными как публику, так и критиков.
В 1875 году Ольмес написала свою первую оперу, «Геро и Леандр». За ней последовали оперы «Астарта» и «Ланселот Озёрный». Все три ни разу не ставились, но в 1895 году опера Ольмес «Чёрная гора» была поставлена в Парижской опере. К столетию Французской революции Ольмес получила заказ на Триумфальную оду, которая была исполнена в Париже при многотысячной публике. Эта композиция была также представлена на Всемирной выставке 1893 года в Чикаго.
Ольмес писала преимущественно масштабные оркестровые произведения, драматические симфонии и симфонические поэмы, но её хоровые произведения имели больший успех. Одним из наиболее известных произведений Ольмес является драматическая симфония «Аргонавты» (1881).
Августа Ольмес умерла в 1903 году в Париже.